# Leslie Crombie
Leslie Crombie (* 10. Juni 1923 in York; † 3. August 1999) war ein englischer Chemiker (Organische Chemie).
Crombie stammte aus einer verarmten Familie und ging in Portsmouth zur Schule. 1940 wurde er Assistent in einem Labor für Analytische Chemie in Portsmouth und besuchte dort das Municipal College. Er studierte Chemie am  King’s College London, an dem er bei Stanley H. Harper promoviert wurde.  1950 wurde er Lecturer am Imperial College London bei Reginald Patrick Linstead und 1963 Professor für Organische Chemie am University College, Cardiff. 1969 bis zur Emeritierung 1988 war er Jesse Boot Professor für Organische Chemie an der University of Nottingham.
Er befasste sich mit Naturstoffchemie, zum Beispiel Pyrethrine (natürlichen Insektiziden).
Er war Fellow der Royal Society (1973) und der Royal Society of Chemistry. 1994 erhielt er den Robert Robinson Award.
Zu seinen Studenten gehört Gerald Pattenden, der bei ihm 1966 Post-Doktorand war.

## Schriften (Auswahl)
- mit Michael Elliott: Chemistry of Natural Pyrethrins. In: Fortschritte der Chemie organischer Naturstoffe. Band 19, 1961, S. 120–164.
- Chemistry and biosynthesis of natural pyrethrins. In: Pesticide Science. Band 11, 1980, S. 102–118.
- mit Gerald Pattenden und Gerald J. Simmonds: Structural and physical aspects of pyrethrum chemistry. In: Pesticide Science. Band 7, 1976, S. 225–230.